# ISO 22000

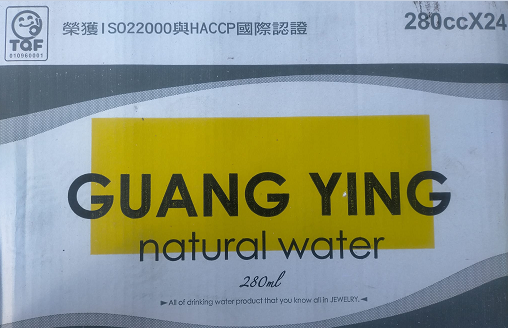
Apă naturală Guang Ying certificată conform ISO 22000 și a sistemului de analiză a riscurilor în punctele critice de control

ISO 22000 este un sistem de management al siguranței alimentelor elaborat de către Organizația Internațională de Standardizare (ISO), care este axat pe rezultate, oferind cerințe pentru orice organizație din industria alimentară cu scopul de a contribui la îmbunătățirea performanței generale în domeniul siguranței alimentelor. Aceste standarde sunt menite să asigure siguranța în lanțul global de aprovizionare cu alimente. Standardele indică liniile directoare generale pentru managementul siguranței alimentelor și se concentrează, de asemenea, pe trasabilitatea în lanțul alimentar uman și animal.

## Siguranța alimentară
Siguranța alimentară se referă la toate acele pericole, cronice sau acute, care pot face ca alimentele să dăuneze sănătății consumatorului.

## Standardul ISO 22000
ISO 22000 este cel mai popular standard internațional voluntar privind siguranța alimentelor în industria alimentară, cu un număr total de 51.535 de locații certificate (conform sondajului ISO 2022). Familia standardelor ISO 22000 este formată din standarde internaționale de consens voluntar care se aliniază la bunele practici de standardizare (GSP) și la principiile Organizației Mondiale a Comerțului (OMC) pentru elaborarea standardelor internaționale, definind cerințele pentru un sistem de management al siguranței alimentelor (FSMS) și încorporând următoarele elemente care sunt definite ca principii FSMS :
- managementul sistemului
- programe prealabile
- Principiile HACCP

Numeroși oameni de știință au efectuat analize critice ale elementelor de mai sus. Comunicarea de-a lungul lanțului alimentar este esențială pentru a se asigura că toate pericolele relevante pentru siguranța alimentelor sunt identificate și controlate în mod adecvat la fiecare etapă a lanțului alimentar. Aceasta implică comunicarea între organizații atât în amonte, cât și în aval, în lanțul alimentar. Comunicarea cu clienții și furnizorii cu privire la pericolele identificate și măsurile de control va contribui la clarificarea cerințelor clienților și furnizorilor.
Recunoașterea rolului și poziției organizației în cadrul lanțului alimentar este esențială pentru a asigura o comunicare interactivă eficientă de-a lungul lanțului, în vederea furnizării de produse alimentare sigure către consumatori.

## ISO 22000 și HACCP
ISO 22000 are două cicluri Plan-Do-Check-Act (PDCA) care funcționează unul în interiorul celuilalt, primul acoperind sistemul de management, al doilea operațiunile (descrise în ISO 22000:2018, Clauza 8), care acoperă simultan principiile HACCP. ISO 22000 face referire la Principiile generale de igienă alimentară Codex Alimentarius, CXC 1-1969 care include principiile HACCP și 12 etape de aplicare a HACCP. Tabelul următor explică relația și alinierea dintre ISO 22000 și Principiile generale de igienă a alimentelor Codex Alimentarius, CXC 1-1969. Sarcinile, Validarea măsurilor de control sau a combinațiilor de măsuri de control, fac referire de asemenea la Ghidul pentru validarea măsurilor de control în domeniul siguranței alimentelor, CXG 69-2008
| Sarcină | ISO 22000:2018                                                                                 | Principii generale de igienă alimentară, CXC 1-1969                              |
| --- | ---------------------------------------------------------------------------------------------- | -------------------------------------------------------------------------------- |
| Stabilirea echipei de siguranță alimentară                                                                      | Subclauzele 5.3.1 c) și 5.3.2 și legături către Subclauzele 7.1.2 (oameni) și 7.2 (competență) | HACCP pasul 1                                                                    |
| Furnizarea informațiilor necesare pentru efectuarea analizei pericolelor                                        | Subclauza 8.5.1 (de la Subclauzele 8.5.1.2 la 8.5.1.4)                                         | Etapele 2 și 3 ale HACCP                                                         |
| Pregătirea diagramei fluxului procesului                                                                        | Subclauza 8.5.1.5                                                                              | HACCP pasul 6 și principiul 1                                                    |
| Identificarea pericolelor asociate cu alimentele                                                                | Subclauzele 8.5.2.1 și 8.5.2.2                                                                 | HACCP pasul 6 și principiul 1                                                    |
| Efectuarea unei evaluări a pericolelor                                                                          | Subclauza 8.5.2.3                                                                              | HACCP pasul 6 și principiul 1                                                    |
| Listarea și selectarea măsurilor de control sau a combinațiilor de măsuri de control                            | Subclauza 8.5.2.4                                                                              | HACCP pasul 6 și principiul 1                                                    |
| Clasificare, gestionare, monitorizare și documentare a măsurilor de control                                     | Subclauzele 8.5.2.4 și 8.5.4 (de la 8.5.4.1 la 8.5.4.3)                                        | Principiile HACCP 2 și 3, etapele HACCP 6, 7, 8, 9 și 12)                        |
| Validarea măsurii (măsurilor) de control sau a combinației (combinațiilor) de măsuri de control                 | Subclauza 8.5.3                                                                                | HACCP pasul 7 și principiul 2, pasul 6 și principiul 3, pasul 11 și principiul 6 |
| Stabilire și aplicare corecții și acțiuni corective                                                             | Subclauzele 8.5.4.1, 8.5.4.4 și 8.9                                                            | Principiul 5 HACCP, etapele 10 și 11 HACCP                                       |
| Monitorizare și măsurare control (procese operaționale)                                                         | Subclauza 8.7                                                                                  |                                                                                  |
| Efectuarea unei verificări legată de PRP (programul de cerințe preliminare) și planul de control al pericolelor | Subclauza 8.8                                                                                  |                                                                                  |
| Actualizarea informațiilor preliminare                                                                          | Subclauza 8.6                                                                                  | HACCP etapele 5 și 7                                                             |

Importanța care o au ISO 22000 Sistemul de management al siguranței alimentelor (FSMS), Analiza riscurilor în punctele critice de control (HACCP) și Programele de cerințe preliminare (PRPs) ca fundament al HACCP în prevenirea focarelor de toxiinfecție alimentară sunt documentate in anumite studii. În plus, un alt studiu privind eficacitatea HACCP între companiile de lactate certificate ISO 22000 și cele necertificate a identificat faptul că prin implementarea Sistemului HACCP de Siguranță Alimentară (FSS) și prin certificarea ISO 22000, nivelul de realizare a obiectivelor HACCP este îmbunătățit semnificativ.

## Familia de standarde ISO 22000
ISO a publicat standarde suplimentare care sunt legate de ISO 22000. Aceste standarde sunt cunoscute sub denumirea de familia de standarde ISO 22000. În prezent, următoarele standarde alcătuiesc familia de standarde ISO 22000:
- ISO 22000 – Sisteme de management al siguranței alimentelor – Cerințe pentru orice organizație din lanțul alimentar.
- ISO 22001 – Orientări privind aplicarea ISO 9001:2000 pentru industria alimentară și a băuturilor (înlocuiește: ISO 15161:2001 Retras).
- ISO/TS 22002 - Programe preliminare privind siguranța alimentelor - Partea 1: Fabricarea alimentelor; Partea 2: Catering; Partea 3: Agricultura; Partea 4: Fabricarea ambalajelor alimentare; Partea 5: Transport și depozitare; Partea 6: Producția de furaje și hrană pentru animale
- ISO/TS 22003 – Siguranța alimentelor – Partea 1: Cerințe pentru organismele care efectuează auditul și certificarea sistemelor de management al siguranței alimentelor; Partea 2: Cerințe pentru organismele care efectuează evaluarea și certificarea produselor, proceselor și serviciilor, inclusiv auditul sistemului de siguranță alimentară
- ISO/TS 22004 – Sisteme de management al siguranței alimentelor – Ghid pentru aplicarea ISO 22000:2005.
- ISO 22005 – Trasabilitatea în lanțul alimentar uman și animal – Principii generale și cerințe de bază pentru proiectarea și implementarea sistemului.
- ISO 22006 – Sisteme de management al calității – Ghid de aplicare a ISO 9002:2000 pentru producția vegetală.

ISO 22000 este, de asemenea, folosit ca bază pentru Schema de Certificare a Sistemelor de Siguranță Alimentară (FSSC) FSSC 22000. FSSC 22000 este o schemă aprobată de Global Food Safety Initiative (GFSI), denumită și proprietar de program de certificare (CPO). Diferențele dintre ISO 22000 și schemele cu recunoaștere GFSI sunt explicate într-o lucrare a ISO, International standards and private standards.

## ISO 9001 vs ISO 22000
La începutul anilor 1990, aplicarea seriei de standarde ISO 9000:1987 a fost adoptată de industria alimentară din Uniunea Europeană (UE). În același timp, USDA a recunoscut sistemele HACCP pentru a demonstra siguranța alimentară în SUA. Acest lucru a condus la combinarea acestor două sisteme, în care ISO 9001 a fost certificat împreună cu HACCP ca un singur instrument de management în organizații. În Europa, ISO 9001 și HACCP au fost folosite de companii ca mijloc de apărare „due diligence” împotriva urmăririi penale în temeiul Legii din 1990 privind siguranța alimentară.
În comparație cu Sistemul de Management al Calității ISO 9001, Sistemul de Management al Siguranței Alimentare, standardul inițial (versiunea ISO 22000:2005) a fost un ghid orientat mai mult către proceduri decât unul bazat pe principii. Revizuirea din 2018 (ISO 22000:2018) a abordat acest aspect prin includerea principiilor generale de management ISO, care sunt, de asemenea, denumite Principiile Managementului Calității, pe lângă principiile FSMS.
Principiile generale de management ISO
- orientarea către client
- leadership
- implicarea oamenilor
- abordare procesuala
- îmbunătățire
- luarea deciziilor bazate pe dovezi
- managementul relațiilor

În afară de aceasta, ISO 22000 este un sistem de management al riscului specific industriei pentru orice tip de siguranță alimentară, care include agricultura, procesarea, producția, cateringul, depozitarea și distribuția. ISO 22000 este conceput folosind structura ISO de nivel înalt (HLS), denumită și Anexa SL, pentru a fi integrat cu alte standarde ISO privind sistemele de management (MSS), inclusiv Sistemul de management al calității ISO 9001. Pentru evaluarea conformității și audit, atât ISO 9001, cât și ISO 22000 fac trimitere la ISO 17021 Evaluarea conformității, Cerințe pentru organismele care efectuează auditul și certificarea sistemelor de management și ISO 19011 Linii directoare pentru auditarea sistemelor de management. Asemănările detaliate, diferențele și efectele combinate ale celor două standarde (ISO 9001, ISO 22000) pot fi găsite în diferite lucrări. , , ,. ,

## Justificare potențială
Standardele ISO privind sistemele de management (MSS) sunt concepute pentru a fi integrate în orice sector sau industrie și firme de orice dimensiune, acest lucru fiind explicat în detaliu în ISO și Întreprinderi Mici și Mijlocii. În 2004, Oficiul European pentru Meșteșuguri, Comerț și Întreprinderi Mici și Mijlocii pentru Standardizare a remarcat că standardul este potrivit doar pentru companiile mari iar întreprinderile mici din sectorul alimentar nu vor putea să obțină un standard atât de ridicat din cauza lipsei de resurse pentru a obține certificarea. Agenția a sugerat crearea unei alternative pentru ca micile întreprinderi alimentare să atingă același obiectiv. EFSA depune în prezent eforturi în vederea elaborării unor legislații alimentare care să fie adaptabile pentru IMM-urile din lanțurile de aprovizionare cu alimente. În plus, ISO și Organizația Națiunilor Unite pentru Dezvoltare Industrială (UNIDO) au publicat în comun ISO 22000 un ghid practic care oferă îndrumări pentru a ajuta toate organizațiile (inclusiv cele mici și mijlocii) care recunosc potențialele beneficii ale implementării unui FSMS în conformitate cu ISO 22000.
Organizațiile din sectorul alimentar care doresc să obțină certificarea standardului evoluează către sisteme de management integrate, care integrează de obicei sistemele de Mediu (ISO 14001) și de Sănătate și Securitate la locul de muncă (ISO 45001) împreună cu sistemul de Calitate (ISO 9001). Acest lucru ia în considerare o abordare bazată pe procese și o gândire bazată pe riscuri, în care riscurile sunt abordate atât la nivel organizațional, cât și operațional, care includ siguranța alimentelor, siguranța lucrătorilor și a mediului și includ producția primară din lanțurile de aprovizionare și etapele ulterioare ale procesării alimentelor. ,
ISO 22000 este bine poziționat pentru o creștere viitoare datorită Strategiei ISO 2030 privind incluziunea și strategiei Organizației Mondiale a Sănătății privind siguranța alimentară care explică faptul că guvernele ar trebui să folosească în cea mai mare măsură standardele și orientările internaționale. Acest lucru este susținut de publicația comună a Organizației Mondiale a Comerțului și a Organizației pentru Alimentație și Agricultură, care explică faptul că acordurile OMC încurajează ferm guvernele să-și armonizeze cerințele pe baza standardelor internaționale.

## Istoric
| an   | Descriere                 |
| ---- | ------------------------- |
| 2005 | ISO 22000 (ediția I)      |
| 2018 | ISO 22000 (ediția a doua) |